# Éninnu

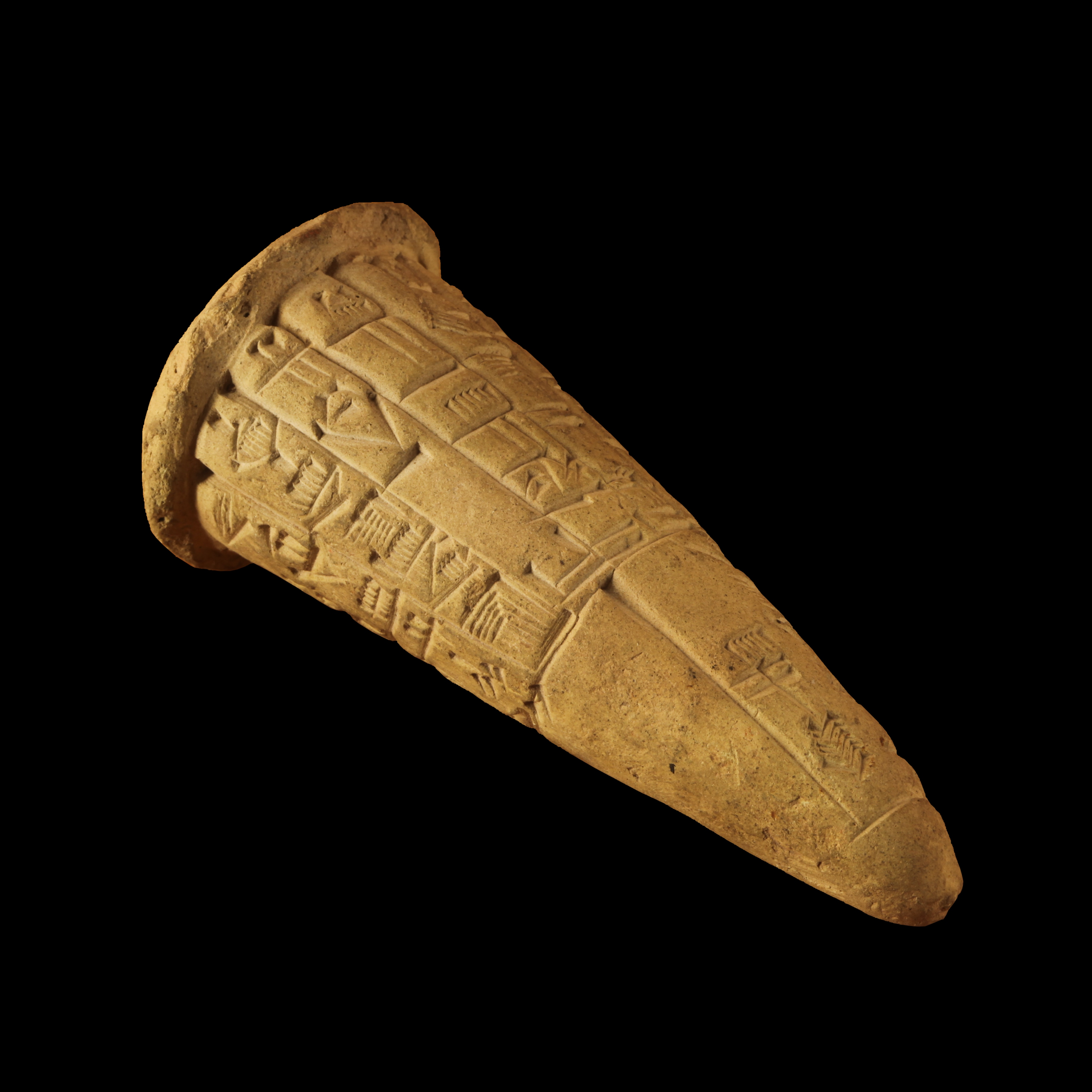
Az Éninnu rituális alapító dokumentuma, amit szertartás keretében helyeztek el rituális alapkőként a templom építésének kezdése előtt

Az Éninnu (sumer: E2.NINNU, „az ötvenek szentélye”) az ókori Sumerbeli Lagas város fő szentélye, a várost védelmező Ningirszu temploma volt. A Gudea, az akkor már Girszu központú Lagas állam enszijének idejéből származó építkezési feljegyzések fontos forrásai a mezopotámiai kultusznak, mitológiának és beszámolnak az Éninnu újjáépítéséről. Több más alapító irat is ismert, Ur-Babáé és Ur-Ningirszué is.
Ur-Baba – akinek egyébként Ninagala volt a személyes istennője – egyik szövege az alábbi:
Col.1 (1) dnin-gir2-su (2) ur-saĝ-kal-ga (3) den-lil2-la2-ra (4) ur-dba-u2 (5) ensi2 (6) lagašKI (7) dumu-tu-da (8) dnin-a2-gal-ka-ke4 (9) nig2-du7-e pa2 mu-na-e2 Col.2 (1) e2-ninnu-AN.IM.MIMUŠEN-bar6-bar6-ra-ni (2) mu-na-du3 (3) ki-be2 mu-na-gi4
Fordítása:
„Ningirszunak, Enlil hatalmas harcosának Ur-Baba, Lagas ura készíttette e dolgokat, hogy működjenek, ahogyan kell, és ő építette és felújította nekik ezt az Éninnut, a fehér mennydörgő madarat.”